# Anton Golopenția
Anton Golopenția (n. 12 mai 1909, Prigor, Județul Caraș-Severin – d. 26 mai 1951, închisoarea Văcărești) a fost un sociolog și geopolitician român, unul din fondatorii școlii românești de geopolitică. În 2017 a fost ales membru post-mortem al Academiei Române.

## Biografie

### Educație, geopolitician și geoistoric
A fost o personalitate științifică complexă, licențiat în Drept și Filosofie, cu doctoratul obținut în Germania, unde primise o bursă și unde a intrat în contact cu lucrările geopoliticienilor germani. În perioada 1947 - 1948 a ocupat funcția de director general la Institutul Central de Statistică. A colaborat cu Dimitrie Gusti la elaborarea de studii de sociologie și filozofie. Tot sub conducerea lui Dimitrie Gusti, Anton Golopenția a turnat, împreună cu Henri Stahl, filmul sociologic Un sat basarabean – Cornova (1931). A fost unul din membrii fondatori ai revistei Geopolitică și geoistorie. Din punctul său de vedere, geopolitica este știința are studiază potențialul statelor și dinamica schimbării mediului geopolitic. În opinia sa, geopolitica trebuie să fie un fel de meteorologie politică.

### IREB
Între 1941 și 1944, o echipă de cercetători de la Institutul Național de Statistică, în frunte cu Anton Golopenția, au efectuat cercetări în regiunile Harkov și Donețk ale Ucrainei de astăzi, așa-zisa IREB (Identificarea Românilor de la Est de Bug). Rezultatele cercetărilor întreprinse între râurile Nistru și Bug, dar și dincolo de Bug, precum și rapoartele lui Golopenția au fost publicate abia în 2006, în lucrarea în două volume intitulată Românii de la Est de Bug.

### Victimă a închisorii politice
La 16 ianuarie 1950 a fost arestat pe motive politice, în dosarul Pătrășcanu; moare un an și jumătate mai târziu în penitenciarul Văcărești.
În anul 2001, la Editura Enciclopedică din București a apărut, cu introducere și anexă scrise de fiica sa, Sanda Golopenția-Eretescu volumul Anton Golopenția: ultima carte. Ea conține textul integral al declarațiilor la anchetă ale lui Anton Golopenția, aflate în Arhivele Serviciului Român de Informații.

### Viată personală
În 1939 se căsătorește cu sociologa Ștefania Cristescu, care își va semna lucrările Ștefania Cristescu-Golopenția (1908 - 1978). Cei doi copii ai lor sunt, Sanda Golopenția-Eretescu (n. 1940, București), lingvistă româncă emigrată în SUA și Dan Golopenția, cercetător științific.

## Lucrări
Statistice demografice
- Anton Golopenția; D.C. Georgescu - Populația Republicii Populare România la 25 ianuarie 1948 [The Population of the Romanian People's Republic on 25 ianuarie 1948], București, 1948, în Probleme Economice, paginile 28-45.

Memorialistică
- Ultima carte, editată de Sanda Golopenția, București, Editura Enciclopedică, 2001 ISBN: 9734503537
- Corespondența germană (1933–1936) / Deutsche korrespondenz (1933–1936), editată de Sanda Golopenția, Editura Spandugino, 2022, ISBN: 9786068944913